# Soramimi
Soramimi (空耳, escuta alterada) o (Soramimi kashi, 空耳歌詞, letras alteradas) é um termo japonês para a transliteração homofônica das letras de músicas entre diferentes idiomas. Isso está interpretando as letras das músicas expressas em um idioma como letras que soam semelhantes em outro idioma (embora neste segundo idioma a frase não tenha sentido).
Quando este fenômeno ocorre entre palavras da mesma língua, é chamado de Virundum(pt-BR) ou Tiocidade(pt).
No Japão, o soramimi é um grande sucesso. O popular programa de TV "Tamori Club", apresentado por Kazuyoshi Morita (que inverteu as sílabas de seu sobrenome para se tornar o comediante Tamori), mantém desde 1992 um segmento chamado "Soramimi hour", em que o público envia suas reinterpretações de músicas estrangeiras.
No Brasil, existem muitos soramimi envolvendo música indiana, principalmente com Prabhu Deva, incluindo Kalluri Vaanil da fama de Benny Lava (conhecido no Brasil como Vai Rivaldo, referindo-se ao famoso jogador de futebol) Também muito popular é o "Tunak Tunak Tun", chamado no Brasil Tônico com Guaraná, e a música de abertura da série japonesa Jaspion, chamada no Brasil de "Coma um Boi".

## Exemplos
- Nos anos 1980, Leo Jaime transformou o "Tell me once again", da banda Light Reflections, em "Telma, eu não sou gay";
- Nos anos 1990, a torcida do Flamengo transformou o rap "Whoomp, there it is!" do Tag Team (1993) soar como "U, tererê!"
- Nos anos 2000, O refrão "I got what you need / so tell me what you need" da rapper americana Eve Jeffers foi soramimizada pelo pessoal do Pânico e virou "Agarra o guaxinim, pega o guaxinim".

## Histórico no Brasil
No Brasil, talvez os primeiros usos do Soramimi como forma de humor data dos anos 1940, com a PRK-30 de Lauro Borges e Castro Barbosa, cujo personagem Megatério Nababo d'Alicerce se orgulhava de "falar inglês em vários idiomas".
Alguns anos mais tarde, a Rádio Gaúcha criou um quadro do programa humorístico "Discocuecas" que rodava músicas da época cantadas em inglês, ao que um humorista do programa fizesse uma "tradução simultânea".
Nos anos 2010, essa mania voltou a moda novamente, sendo popularizada pelo Youtube e Whatsapp, onde, "um ouvinte" liga para uma rádio e pede para ser tocada uma música que ele "soramimizou", mas o apresentador não sabe que música é.

## Ver Também
- Animutation